# Кенеди Тауншип (Пенсилванија)
Кенеди Тауншип (енгл. Kennedy Township) град је у америчкој савезној држави Пенсилванија.

## Демографија
По попису из 2000. године број становника је 7.504.
| Група             | 2000.         | 2010.    |
| Белци             | 7.382 (98,4%) | 0 (0,0%) |
| Афроамериканци    | 38 (0,5%)     | 0 (0,0%) |
| Азијати           | 36 (0,5%)     | 0 (0,0%) |
| Хиспаноамериканци | 22 (0,3%)     | 0 (0,0%) |
| Укупно            | 7.504         | 0        |